# 소하
소하(蕭何, 기원전 257년 10월 12일~기원전 193년 10월 12일)는 초한쟁패기, 전한 초기의 정치가이다. 작위는 차후(酇侯), 시호는 문종후(文終侯)이다. 한 고조를 따라 종군하여 전한의 건국에 큰 공을 세웠고 한신, 장량과 함께 건한삼걸(建漢三傑)로 꼽힌다. 소하(蕭何)의 부모는 소전(蕭輾)과 임(壬)씨이다. 소하(蕭何)의 부인은 감(甘)부인, 동(同)부인, 효혜 공주(孝蕙公主)이다. 효혜 공주(孝蕙公主)는 한 고조의 딸로써, 소하(蕭何)는 한(漢)나라의 부마이다. 소하는 5남 4녀를 두었다. 각각 3남, 2남 3녀, 1녀를 두었다.

## 경력

### 초한전쟁에서
유방과 같은 패현(沛縣) 출신으로 젊어서부터 현지의 하급 관리로 근무하면서 성실함과 능력을 인정받았다. 똑같이 훗날 전한의 개국공신이 되는 조참은 그의 부하였다.
진 말기의 동란기에 소하는 조참 등과 함께 패현의 성에서 쿠데타를 일으켜 진 정부가 파견한 현령을 죽이고 유방을 현령으로 앉혔다. 이후 유방 진영에서 내부의 사무 일체를 지휘하였고, 유방이 항량·항우를 중심으로 하는 반진(反秦) 진영에 가담해 각지를 전전하게 되었을 때는 그 군량 수송을 전담해 이를 끊어지지 않도록 하면서 병사들이 백성을 약탈하는 등의 일이 없게 하였다. 또한 유방이 진의 수도 함양에 입성하자 다른 사람들은 모두 진의 황궁에 쌓인 많은 보물에 눈이 팔려 있는 와중에, 유일하게 진의 역사와 법률, 각국의 호적 대장 등이 보관된 승상부(丞相府)의 기록 보관소로 달려가 그것이 항우에 의해 파괴되기 전에 모두 가져오는데 성공했다. 이것은 훗날 한 왕조의 기초를 다지는데 큰 도움이 되었다.
기원전 206년, 진이 멸망하고 유방이 항우에 의해 한왕(漢王)에 봉해지자, 소하는 승상으로서 내정 일체를 맡게 되었다. 얼마 지나지 않아 하후영이 한신을 천거해 오자, 소하는 그를 유방에게 천거하지만, 자신이 받은 한미한 직책에 불만을 품고 도망치려는 한신을 잡아두기 위해 소하는 "이번에도 제대로 중용되지 못한다면 나도 한을 떠나겠다"고까지 유방을 설득해, 끝내 한신이 유방 진영의 대장군 지위에 오르게 한다. 한신이 이렇다 할 출신 배경이나 전장에서 세운 특별한 공적이 없었을 뿐더러 초나라 일개 잡병(雜兵)에 불과했고, 한에서도 하급 무사에 지나지 않았으나 유방이 그를 크게 중용한 데에는 유방이 평소 소하를 얼마나 신뢰하고 의지하였는지 잘 보여준다.
유방이 군세를 거느리고 관중(關中)에 입성할 때 소하도 함께 했다. 초한전쟁이 격화되면서 유방이 전쟁터로 나가 관중을 비운 동안에 소하는 태자 유영을 보좌해 그곳을 지켰다. 관중에서도 소하의 행정 수완은 유감없이 발휘되었으며, 관중에서 유방이 있는 전장으로 식량과 병사가 끊어지는 일이 없도록 후방에서 지원했으며, 관중의 백성을 괴롭히는 일도 없어 명승상으로까지 칭송받았다. 기원전 202년, 마침내 유방 진영의 승리로 초한 전쟁은 끝났고, 전공을 논하는 자리에서 전장에서 활약한 여러 장수들을 제치고 소하가 제일 공신으로 천거된다. 소하의 지속적이고 안정적인 군수물자 보급, 근거지인 관중 땅의 안정 없이는 최종적인 승리를 거두지 못했을 것이라는 유방의 이해와 판단에서 나온 결단이었다. 이때 소하는 당시 남양군에 있는 찬(酇) 땅{혹은 양나라 내사지에 있는 차(酇) 땅}을 영토로 삼는 찬후(酇侯, 또는 차후)로 봉해지고 식읍 7천 호를 하사받았으며, 그 일족 수십 명도 각각 식읍을 받았다.

### 한의 상국으로서

#### 전쟁 중에 여러 궁궐들의 축조
유방이 황제에 즉위하고 전한이 성립된 뒤에도 소하는 승상으로서 정무를 맡아 오랜 전란으로 황폐해진 국가 안정과 부흥에 헌신하였다. 승상으로서 소하의 업적 중 하나는 진의 법률을 취사(取捨)하여 《구장률》(九章律)을 편찬한 것이다.
기원전 199년, 한고조가 동쪽으로 출병하여 동원(東垣) 일대의 한왕 신의 잔병들을 토벌했는데, 승상 소하는 웅장한 궁궐인 미앙궁(未央宮)과 여러 궁궐들을 축조한다. 천하가 아직 안정되지 않았기 때문에 그로 인하여 궁실을 지을 수가 있었고, 궁궐이 장엄하지 않으면 위엄을 세울 수 없다는 논지를 편다.
기원전 196년, 한신이 모반을 꾸미고 있음을 알고 책모를 써서 이를 제거하였다. 당대 국사무쌍(國士無雙)이라고까지 불리던 명장으로 신중한 성격이었던 한신이었지만 자신을 천거한 소하를 믿고 방심하다가 결국 소하에 의해 제거당한 것이다. 한신을 제거한 공으로 소하는 신하로서는 최고위인 상국에 임명되었고, 「칼을 차고 신발을 신은 채 전상에 오르는 것(劍履上殿)」, 「입조할 때 총총걸음으로 걷지 않는 것(入朝不趨)」, 「알현할 때 이름을 대지 않는 것(謁讚不名)」 등의 특권이 주어졌다.

#### 모반 의혹을 덜기 위한 친척들의 참전
그러나 이때부터 유방은 소하에게도 의혹의 시선을 돌리기 시작했다. 이에 대해서는 초한 전쟁 때부터 그러한 경향이 있었고, 소하도 그것을 헤아려 전쟁에 참가할 수 있는 친척은 모두 전장으로 돌림으로서 모반의 마음이 전혀 없음을 보였다. 그러나 유방이 황제가 되면서부터 그러한 시기와 의심이 더욱 강해졌고 한신을 비롯한 원훈들이 잇따라 반란을 일으키는 것을 보며 소하에 대해서도 같은 결론에 이른다(오랜 세월에 걸쳐 관중을 지키며 민중의 신망이 두터운, 마음만 먹으면 쉽게 관중을 장악할 수 있다는 것도 소하를 위험시한 요인이었다). 소하는 여러 차례 부하의 조언을 받아들여 일부러 논밭을 사 모으거나 부정한 방법으로 돈을 벌거나 하는 등으로 자신에 대한 평판을 떨어뜨리거나 자신의 재산을 아예 국고에 기부해버림으로써, (한때 투옥된 것을 빼면) 간신히 숙청을 피하는 데 성공했다. 이러한 사실에서 소하를 보신주의자로 해석하기도 하지만, 오히려 신생국가인 전한 왕조를 지키기 위해 쓸데없는 풍파를 일으키지 않으려 고심한 결과 이러한 일련의 행동을 보이게 된 것으로 생각하는 것이 타당하다.
유방이 죽고 2년 뒤, 소하도 뒤를 따르듯 숨을 거두었다. 소하는 죽기 직전 자신의 후임으로 조참을 지명했다. 조참은 정무를 소홀히 한다는 비난을 받을 때조차 "고조와 소하가 정한 법령은 명료하고 명백하게 세상을 다스리고 있으며 바꿀 필요가 없습니다. 우리는 너무 세세한 것까지 바꿀 필요 없이 그냥 지키기만 하면 됩니다"라 황제에게 진언했고 황제도 그 말을 납득했다. 여기서 소하의 행정 수완과 뛰어난 판단력을 볼 수 있다.
한 왕조에서 최고위였던 「상국」은 일부 예외를 빼면 소하와 조참 외에는 주어지지 않은 것이었고, 「그만한 공적을 세우지는 못했다」하여 임명되지도 않았다. 또한 소하의 가계는 몇 번이나 단절되었지만 곧 황제의 명으로 찾아낸 자손들에 의해 그의 후(侯) 봉호는 이어졌다. 후세에까지 소하는 높은 평가를 받았던 것이다.

## 자손
남조의 남제를 건국한 소도성(蕭道成)은 소하의 자손이라고 자칭하였다.
남조의 양을 건국한 소연(蕭衍)은 소하의 자손이라고 자칭하였다.

## 같이 보기
- 구장률
- 한률
- 미앙궁
- 소하여래불